# Kargil
Kargil (hindi: करगिल) är en ort i unionsterritoriet Ladakh i Indien. Den är tillsammans med Leh territoriets huvudstad, och är huvudort för ett distrikt med samma namn. Antalet invånare var 16 338 vid folkräkningen 2011.